# Houtskär
Houtskär (in finlandese Houtskari) era un comune finlandese a maggioranza di lingua svedese situato nella regione del Varsinais-Suomi. Al 31 dicembre 2008 contava 621 abitanti. Il comune è stato soppresso nel 2009, confluendo nella nuova città di Väståboland.